# Isomerida
Isomerida is een kevergeslacht uit de familie van de boktorren (Cerambycidae). De wetenschappelijke naam van het geslacht werd voor het eerst geldig gepubliceerd in 1866 door Bates.

## Soorten
Isomerida omvat de volgende soorten:
- Isomerida albicollis (Castelnau, 1840)
- Isomerida amicta Pascoe, 1866
- Isomerida apiratinga Martins & Galileo, 1992
- Isomerida cinctiventris Bates, 1885
- Isomerida ibitira Martins & Galileo, 1992
- Isomerida invicta Galileo & Martins, 1996
- Isomerida lanifica (Germar, 1824)
- Isomerida lineata Bates, 1874
- Isomerida longicornis Bates, 1881
- Isomerida paraba Galileo & Martins, 2001
- Isomerida paraiba Galileo & Martins, 1996
- Isomerida ruficornis Bates, 1866
- Isomerida santamarta Galileo & Martins, 2001
- Isomerida separata Galileo & Martins, 1996
- Isomerida sergioi Galileo & Martins, 2009
- Isomerida sororcula Galileo & Martins, 1996
- Isomerida tupi Martins & Galileo, 1992
- Isomerida vittata (Pascoe, 1858)